# Archontophoenix
Archontophoenix é um género botânico pertencente à família Arecaceae.

## Espécies
- Archontophoenix alexandrae — palmeira real australiana; palmeira imperial;
- Archontophoenix cunninghamiana  — palmeira-real.